# Ляхівці (Малоритський район)
Ляхівці (біл. Ляхаўцы) — село в Білорусі, у Малоритському районі Берестейської області. Орган місцевого самоврядування — Мокранська сільська рада.

## Географія
Розташоване за 6 км на схід від Малорити і за 15 км від білорусько-українського державного кордону.

## Історія
Вперше згадується в XVII столітті. До 1861 року перебувало у власності польських магнатів Красінських. За нарисом «Село Ляхівці Берестейського повіту» 1891 року, мешканцями Ляхівців тоді були незаможні українці.

## Населення
За переписом населення Білорусі 2009 року чисельність населення села становила 862 особи.

## Культура
Пам'яткою дерев'яної архітектури села є церква Різдва Богородиці.

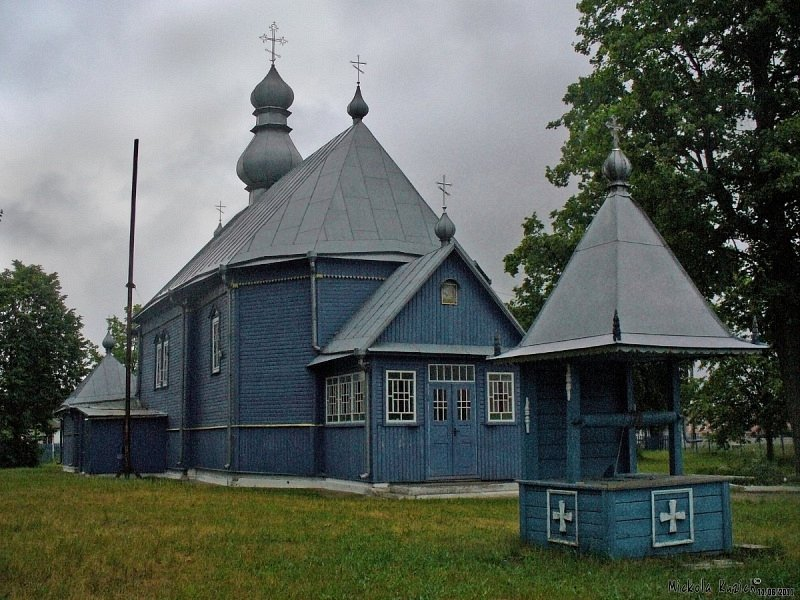
Церква Різдва Богородиці
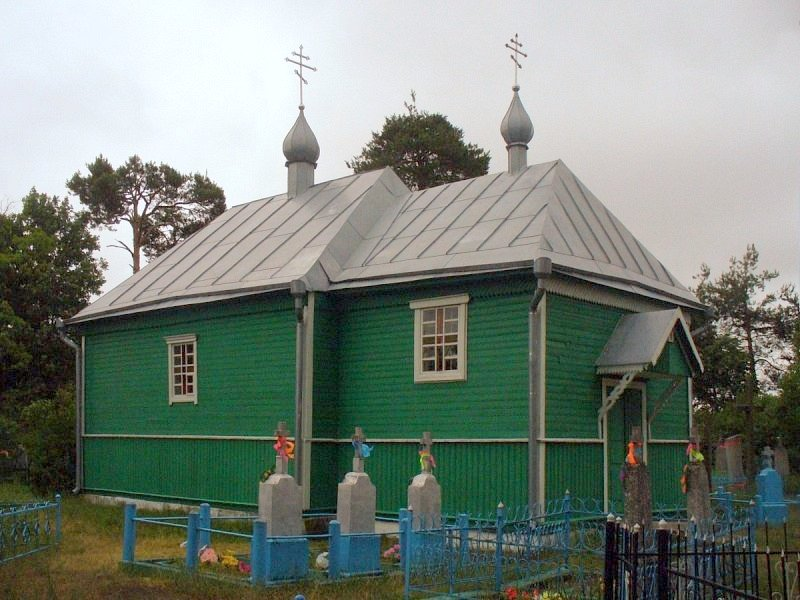
Свято-Миколаївська церква
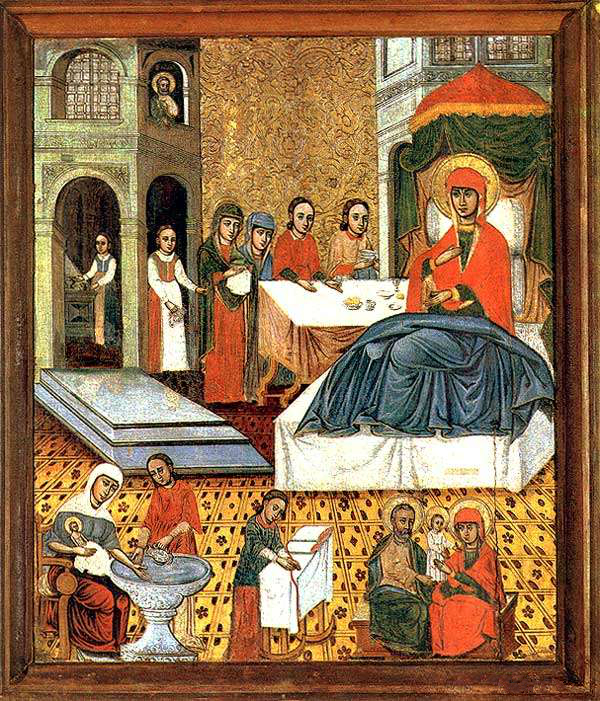
Ікона «Різдва Богородиці» з Ляхівців, 1648—1650. НХМ РБ